# ハツタケ
ハツタケ（初茸、学名: Lactarius hatsudake）は、担子菌門に属し、ベニタケ目ベニタケ科のカラハツタケ属に分類される中型から大型のキノコの一種である。夏から秋にかけて、マツ林に発生する。子実体は傷がつくと赤ワイン色の乳液が出て、ゆっくりと青緑色に代わるのが特徴で、地方によってはアイタケ（藍茸）やロクショウ（緑青）などともよばれる。旨い出汁が出る食用キノコとして知られ、特に千葉県の房総半島では珍重される。

## 名称

### 和名
和名「ハツタケ」は「初茸」の意で、初秋（9月中旬）に他のキノコに先駆けて多く発生するところからの命名とされる。命名者は不明であり、この名がいつごろの時代から提唱されたのかも明らかになっていない。

### 方言名
岩手・愛知・滋賀・京都などで「あいずり」、青森・長野・鳥取・島根・岡山・広島および香川（小豆島）では「あいたけ」と呼ばれるが、これらは、きのこが傷つくと青緑色に変わることに由来するものと思われる。岐阜・愛知・静岡などでの「あおはち」・新潟における「あおはつたけ」もまた、同様の理由に基づくものであろう。同様に、きのこの変色性に基づくと思われる方言名としては、青森県・秋田県・岩手県・山形県・千葉県（特に夷隅・君津）などにおける「ろくしょう」・「ろくしょうはつたけ」・「ろくしょきのこ」などが挙げられる。
秋田県下では「まつきのこ」・「まつしたきのこ」などと称され、千葉県の一部の地方でも「まつしめじ」と呼ぶという。中国地方や九州南部では「まつなば」・北陸地方（富山県・石川県など）では「まつみみ（なまって「まつみん」・「まつめん」とも）」と呼ぶ地域がある。マツ林で採集される食用菌の代表格とみなされていたものではないかと考えられる。
「はつたけ」の名で扱う地方も少なくなく、これがなまった「はったけ」（岩手県・大分県」・「はつだけ」（秋田県・千葉県外房地方）・「はづたけ」（青森県）「はじたけ」・「はちだけ」（ともに秋田県）などの名も用いられる。ただし、古名がこれらの地方に浸透して連綿と用いられ続けているものかどうかは定かでない。
語源が明らかでない呼称として、新潟県下ではまた、「じんしち」の呼称がある。
また「うるみ」（千葉県・茨城県）・「おわかえ」（岩手県）・「てんぐだけ」・「まいたけ」（鳥取県）などがある。
宮崎県では、「しゅろなば」（宮崎市山崎町）・「まつしめじ」（小林市生駒）・「まつなば」（えびの市）などの方言名があるほか、和名の「はつたけ」で呼ばれる地域（たとえば川南町坂ノ上・唐瀬原・高鍋町堀ノ内・新富町野口など）もある。このうち、高鍋町や新富町では、ハツタケと同様にマツ林で見出されるシモコシが多量に採取できたおりには、ハツタケは顧みられなかったという。さらに、佐土原町前牟田では、ショウロやシモコシのほうが食用きのことしては上等であるとされ、ハツタケを利用する習慣はなかったとされている。
沖縄では「まちなば」あるいは「しみじ」の名で呼ばれ、広く食用にされているという。

### 学名
学名の属名 Lactarius は「乳を含む」「乳を出す」の意のラテン語で、子実体を傷つけると乳液を分泌する性質に基づく。種小名の hatudake は和名のハツタケをそのままラテン語化したものである。

## 分布
日本では北海道（石狩以南） から沖縄県（沖縄本島） にまで分布する。小笠原諸島にも分布する が、これは恐らく沖縄から移入・植栽されたリュウキュウマツの根系に付着してともに移入されたものであり、自然分布ではないと考えられる。
日本国外では、韓国、中国・台湾・タイ・ロシア東部・パキスタン およびネパール からも報告されている。

## 形態

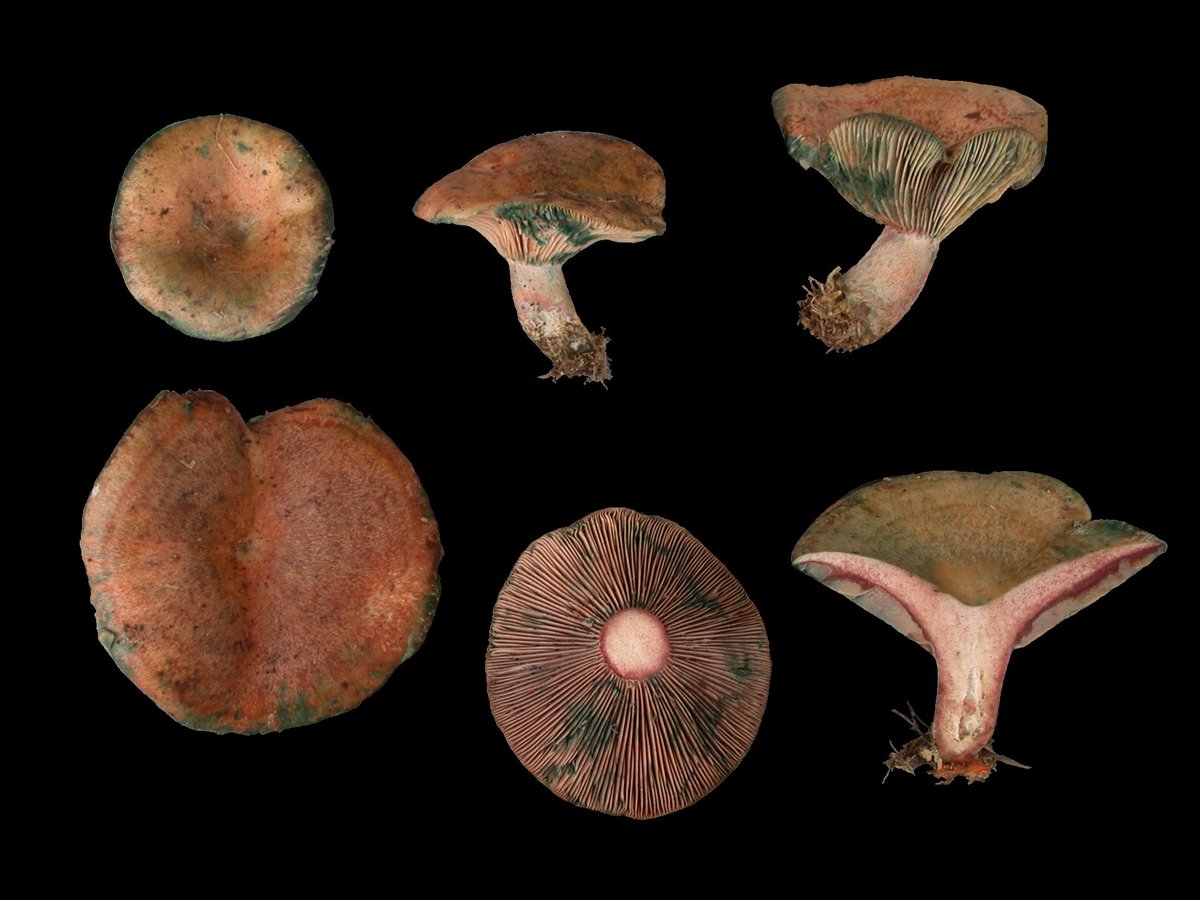
ハツタケ生品（埼玉県所沢市産）のかさ表面・かさ裏面（ひだ）・子実体の側面観、および縦断面（傷つくと暗赤色の乳汁がにじみ、ゆっくり緑変する）.

子実体は傘と柄からなり、背が低く、地上からあまり立ち上がらない。傘は直径4 - 17センチメートル (cm) 程度、幼時は半球形から丸山形であるが、生長すると中央がくぼんだまんじゅう形から次第に開いて、ほぼ平らあるいは浅い皿状となる。成菌になると、不規則な円形になる。表面は湿った時には弱い粘性があるが乾きやすく、淡い赤褐色ないし淡黄褐色を呈し、やや明瞭な同心円状の環紋をあらわし、表皮は剥ぎとりにくい。
傘・柄の肉は堅く締まっているがもろい肉質で、ほぼ白色でかたく、柄の周辺とヒダの上部は赤ワイン色を呈し、ほとんど無味。僅かに樹脂のような香気があり、傷つけると暗赤色ないし暗赤ワイン色の乳液を少量分泌し、後にゆっくりと青緑色となる。
ヒダは密で、柄に直生ないし上生、あるいは垂生状に直生し、帯赤褐色ないしブドウ酒色を帯びた褐色を呈し、分岐や連絡脈を生じない。柄は長さ2 - 7 cmのほぼ上下同大で比較的太くて短く、かさより色が淡く、中空ないし中実である。ヒダや柄も、傷つけると赤ワイン色の乳液を分泌し、後に次第に青緑色となるため、古い子実体では、多くの場合は全体に不規則な青緑色のしみを生じている。
柄は中空または中実で、長さ2 - 5 cm、表面は傘とほぼ同色である。
胞子紋はごく淡いクリーム色を呈する。担子胞子は大きさ7 - 10 × 6 - 7ミリメートル (mm) の広卵形、ところどころで不規則に途切れた網目状の隆起と、先端に丸みを帯びたいぼ（ともに、ヨウ素溶液で青黒色に染まる）に覆われる。側シスチジアには二種のタイプがあり、その一型は細長い槍状ないし狭紡錘状をなし、淡い黄色（ヨウ素溶液中では橙褐色）で粒状の内容物を含み、いま一型はひだの組織に深く埋もれて僅かに突出するに過ぎず、ミミズ状に屈曲し、先端は尖らず、淡褐色の内容物を含んでいる。側シスチジアにも二つの型があり、うち一型は尖った紡錘状で、先端部はしばしば鉛筆の芯状に細まり、もう一型は短いこん棒状で、しばしば多数の隔壁を備える。かさの表皮層は、ゼラチン層に埋もれつつかさの表面に平行に匍匐した菌糸で構成される。菌糸にはかすがい連結を持たない。

## 生態・生理
日本では、夏から秋（時に梅雨期）、アカマツ・クロマツ・リュウキュウマツ、ゴヨウマツなどのマツ類の樹下に発生し、これらの樹木の生きた細根に典型的な外生菌根（フォーク状に二叉分岐し、白色 または赤紫色を呈する）を形成して生活する。北海道では、植林されたヨーロッパアカマツの樹下に発生し、トウヒ類の林内でも見出されるという。
タイでは、三針葉マツ類の一種であるケシアマツ（Pinus kesiya Royle ex Gordon）の樹下に発生する。また、中国においては、同じく三針葉マツ類に属するウンナンマツ（Pinus yunnanensis Franch.）の樹下 や、二針葉マツの一種であるバビショウ（Pinus massoniana Lambert）の下に発生する。
外生菌根菌（共生性）。どちらかといえば未熟な土壌を好む菌であり、有機物のほとんどない状態で発生する。クロマツ・アカマツなどの林内では、おもにH層（新鮮な落ち葉などの下に広がる、腐朽・断片化した有機物の層）からA層（動植物の遺体と土壌とが混じり合って互いの区別が困難になった、有機物に富んだ層）に生息するが、土壌への有機物供給が少ない環境下では、B層（風化が進行した鉱物質の層）や、C層（風化が十分に進行していない母岩層）などに見出されることもしばしばある。また、林齢が小さい若齢林に多いとされる。林内の地中では大形のコロニーを作らず、きのこ（子実体）は小面積に群生する性質がある。
アカマツの苗にハツタケの純粋培養菌株を接種して外生菌根を形成させた場合、対照（ハツタケ菌未接種）の苗と比較して、苗の全重量・主根の長さ・側根（径10mm以上）の本数などはそれぞれ50ないし60パーセント増加した。なお、アカマツにハツタケの菌株を接種した場合、乳酸・シュウ酸・リンゴ酸・コハク酸・クエン酸などの有機酸の塩（これらは、ハツタケの単独培養下でも見出される）の産生 が認められ、それらの総量は、ハツタケの外生菌根が形成されていないアカマツに比較して 1.9倍に達した。中でもシュウ酸の産生がもっとも多く、未感染苗と比較して 100倍にも達した一方、リンゴ酸・クエン酸・コハク酸などが、ハツタケに感染したマツ苗が産生する全有機酸量に占める割合は小さかった。これら有機酸のうち、シュウ酸・クエン酸・コハク酸には、ハツタケの菌糸生長を促す作用があることが見出され、ハツタケとアカマツとの間で外生菌根が形成された場合、両者の生長を促進する働きは、おもにシュウ酸の産生とその再利用とによって誘引されているものと考えられている。
スラッシュマツ（Pinus elliottii Engelm.）に対しても、樹勢を増強するとともに窒素・リン・カリウムなどの栄養素の吸収を促進する効果を示したが、その性質は、ハツタケの菌糸を単独でスラッシュマツに接種するよりも、ハツタケとホコリタケ属の一種（Lycoperdon sp.）とを同時に与えたほうが顕著に発現したという
。
北海道産の種子から無菌的に栽培したカラマツ（あるいはカラマツとグイマツとの一代雑種）の苗に、純粋培養したハツタケの菌株を接種したところ、10日ほどを経て外生菌根が形成されたという報告 があるが、カラマツ属の純林でハツタケの子実体が自然発生した例は知られていないようである。
純粋培養条件下では、炭素源として果糖をもっとも好み、これに次いで麦芽糖・マンニット・ブドウ糖などをよく資化する。窒素源としてはグルタミン酸・硫酸アンモニウム・硝酸アンモニウムなどを好むが、尿素やクエン酸アンモニウム・リン酸アンモニウムなどはあまり積極的に利用しないとされている。
なお、対峙培養試験において、ハツタケの菌糸は林木に病原性を示すエキビョウキンの多くの種の生育を抑制するが、同じく病原菌として著名なフハイカビ類については生育を妨げる性質を示さなかったという。また、ハツタケの発生地点直下の土壌中における微生物相を調査したところでは、細菌・放線菌・真菌の検出数は非常に小さかったとの報告がある。

## 類似種
アカハツ（Lactarius akahatsu）は、おもに二針葉マツ類の樹下に発生し、子実体が傷つくと緑変することでハツタケと共通しており、しばしば混同されているが、全体に橙色が強く目立ち、乳液も初めは橙色を呈するがハツタケと同様に青緑色に変色する。なお、分子系統学的解析によれば、ハツタケは、アカハツよりもむしろ アカモミタケに近いことが示唆されている が、日本・中国およびタイ産のハツタケについての分子系統学的比較からは、ハツタケそのものの遺伝的変異がかなり大きいことが示唆されており、種内にいくつかの変種が設けられる可能性もある。また、インドネシアから記載されたLactarius holakii Nuytinck & Verbeken も、形態的・分子系統学的にはハツタケにきわめて近い種類であるが、スマトラから移入・植栽された二針葉マツの一種であるメルクシマツ（Pinus merkusii Jungh. & de Vriese）の樹下に発生し、子実体はハツタケよりもやや小さく赤みが強いこと・胞子もより小形なこと・ひだの縁には紡錘状ないし槍状のシスチジアを持たないことなどで区別されている。
ハツタケに対し、学名としてL. sanguifluus (Paulet) Fr. が用いられたこともある が、現在では、類縁関係は認められるものの互いに独立した種であるとする意見が強い。後者はヨーロッパに広く分布し、モンタナマツ（Pinus mugo Turra）やヨーロッパクロマツ（P. nigra J. F. Arnold）などの五針葉マツ、あるいは二針葉マツのヨーロッパアカマツ（P. sylvestris L.）などの樹下に発生するが、柄の表面に、不規則に散在する丸く浅いくぼみを持つ点 や、乳液の青変性が弱く、肉に弱い苦味がある点 などによって区別される。ただし、その一変種であるL. sanguifluus var. asiatics Dörfelt, Kiet & A. Berg;（ベトナムに分布） は、子実体が非常に小型なこと（かさの径1-3cm程度）や胞子表面の網状紋様がはるかに繊細なことを除けばハツタケに非常に類似しており、ハツタケと同一種ではないかとする意見もある。
ハツタケに対して用いられているLactarius hatsudake Tanakaの学名は、東京帝国大学理科大学の菌類学者田中延次郎による命名で、きのこ類に対し、日本人として初めて単独で新種記載を行って与えた名として知られている。しかし、この学名（記載・命名・発表は1890年）について、1860年にすでに記載・命名がなされていたL. lividatus  のシノニムとして扱い、学名の優先権を適用して廃棄する提案がなされている
。L. lividatus のタイプ標本は、奄美大島において1855年1月21日に採集されたものである が、その保存状態は非常に悪く、この標本の検討結果をもとにして提出されたL. hatsudake とL. lividatus とが同一種であるとの上記の見解には疑問を呈する研究者もある。いっぽうL. hatsudake については、タイプ標本はその原記載において指定されておらず、現時点での所在についても不明である。
L. hatsudake の原記載 では、L. lividatus についてハツタケとの類似性を認めながらも「L. lividatusは、乳液が少なくとも分泌直後の時点では白いことで特徴づけられるグループに分類されており、乳液が鈍い帯紫褐色を呈するハツタケとは別種である」と述べられている。そのいっぽうで、L.. lividatus の原記載では「かさは中央部がくぼみ、柄は上方に細まり、全体に淡赤褐色を呈する：ひだは密で鈍い淡赤色を帯び、青変する：日本に産し、チチタケに似る」とされ、乳液の色調については触れられておらず、発生環境周辺の樹種についても記述がない。いまのところ、ハツタケの学名としてL. hatudake とL. lividatus とのいずれを用いるべきであるのかについては、客観的な解決をみていない。

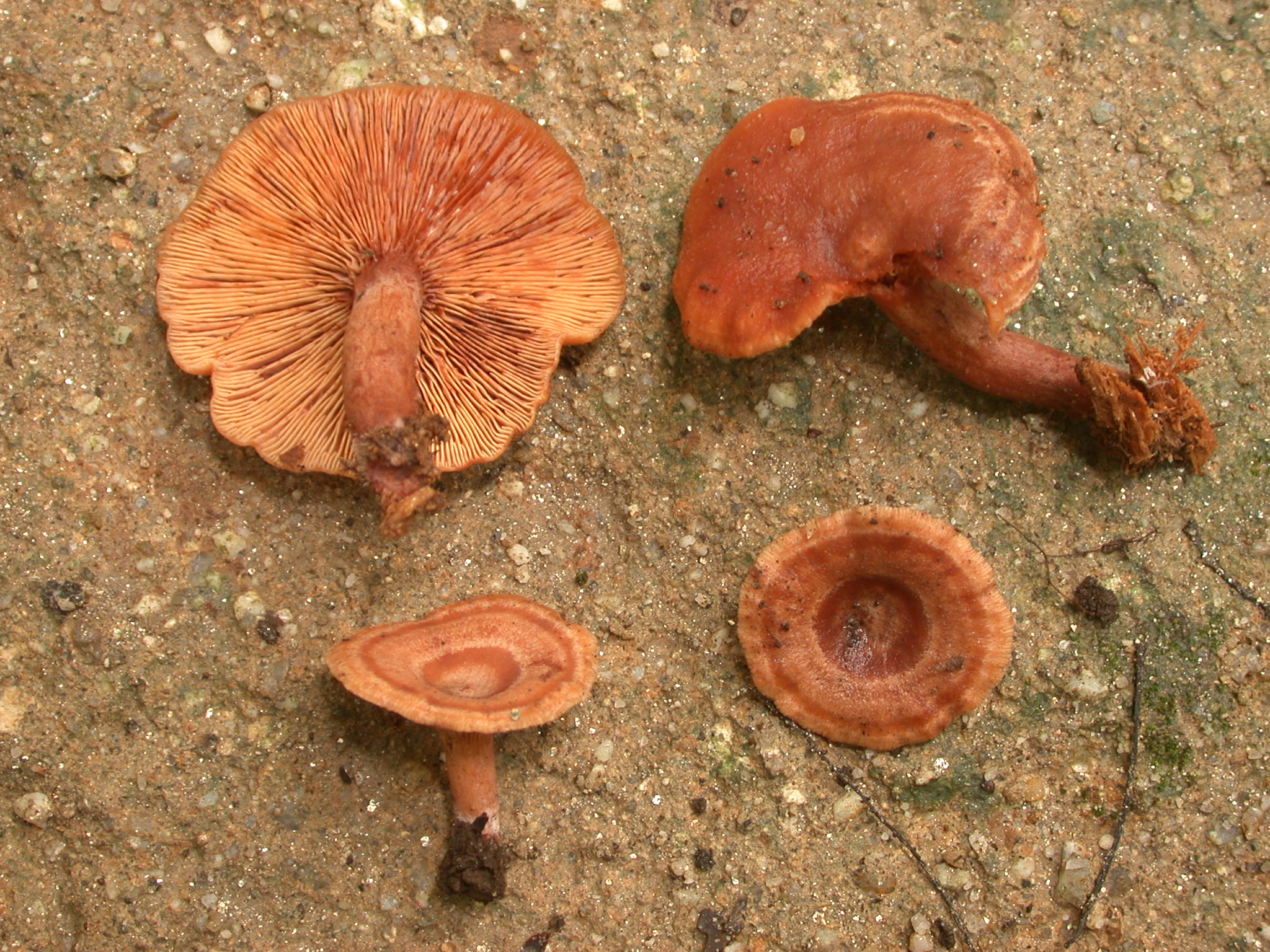
ニオイワチチタケ生品（ハツタケと異なり、まったく青緑色の変色がない）

ハツタケに似て、かさや柄が黄褐色を呈し、かさに多少とも同心円状の環紋をあらわすきのことしてキチチタケ（Lactarius chrysorrheus Fr.）が知られており、時にはハツタケと混同して採取されることもあるが、キチチタケではひだがほぼ白色～クリーム色（ワイン色を帯びない）であること・乳液が初めは白く、後に黄変すること・多少とも辛味を有すること で区別される。チョウジチチタケ（Lactarius quietus (Fr.:Fr.) Fr.）や ニオイワチチタケ（Lactarius subzonarius Hongo）も、大きさや外観が類似しており、かさの表面に同心円状の環紋をあらわすためにまぎらわしいが、これらは主に広葉樹林に発生し、子実体を傷つけても緑変しないことや、ことに乾きかけた子実体において特有の香り（チョウジチチタケではチョウジ様、ニオイワチチタケではカレー粉様）を放つことなどの点で、区別は容易である。

## 成分
生鮮品は、その重量の87 ないし 96 パーセントが水分である。乾重あたりのおおまかな分析値の一例を挙げれば、粗タンパク質 22.2-23.5パーセント、粗脂肪 2.2-7.3パーセント、糖質 37.7-64.4パーセント、粗繊維 6.6-7.6パーセント、灰分 4.4-5.8パーセントという値がある。

### 香気成分
揮発性成分としては76種が認められている（うち5種は未同定）が、そのうちで比較的多量に含まれていたのはcis-イソロンギホレン（(2S,4aR)-1,3,4,5,6,7-ヘキサヒドロ-1,1,5,5-テトラメチル-2H-2,4a-メタノナフタレン）、α-セドレンエポキシド（3a,6,6,9a-テトラメチルドデカヒドロナフト〔2,1-b〕フラン）、フムレンエポキシドIII（4,8,11,11-テトラメチル-1,2-エポキシシクロウンデカ-4,8-ジエン）、クロバン（（1R,2R,5R,8S,9S）-4,4,8-トリメチルトリシクロ［6.3.1.01,5］ドデカン）、リノレン酸およびパルミトレイン酸などであるという。
GC／MS／オルファクトメトリーおよび段階希釈による閾値検出（Aroma Extract Dilution Analysis：AEDA法）などによって解析した結果、ハツタケの香りの構成物質としては、特にヘキサナール、4-デヒドロビリディフロロール、ミリオール（(1aS,3bβ,6aR, 6bα)-デカヒドロ-1,1,3aβ-トリメチル-6-メチルシクロペンタ-[2,3]シクロプロパ[1,2-a]シクロプロパ[c]ベンゼン-5α-オール）、およびフェニルアセトアルデヒドの4種が重要な役割を果たすと考えられている。

### 呈味成分
真空乾燥品 100グラム当たり 5’CMP 198 ミリグラム、5’AMP 217 ミリグラム、5’UMP 136 ミリグラム、5’GMP 262 ミリグラムが検出され、5’IMP は含有されていないという分析例がある。

### 色素
色素類のおもなものとして、アズレン骨格を有する7-(1-ハイドロキシ-1-メチルエチル)-4-メチルアズレン-1-カルボアルデヒド（赤紫色）や4-メチル-7-（1-イソプロピル）アズレン-1-カルボン酸（紫色）、および 1-[(15E)-ブテン-17-オン]-4-メチル-7-イソプロピルアズレン（緑色） が単離されている。
また、セスキテルペン骨格を持つラクタリオリン（AおよびBに区別される）も含まれており、これはヒトの体内における γ-インターフェロンの生合成に関与し得るという。

### 脂質
子実体には、中性脂質 とリン脂質とがほぼ等比率で含まれている。 脂肪酸として、パルミチン酸・ステアリン酸・オレイン酸・リノール酸・α-リノレン酸が検出されるが、特にステアリン酸（脂肪酸総量の約60パーセント）が多く、リノール酸（同25パーセント）がこれに次ぐ。なお、ラクタリン酸（6-オキソオクタデカノン酸 ＝ 6-ケトステアリン酸）は、トビチャチチタケ・ツチカブリ・ヒメチチタケなどから見出された特殊な脂肪酸である が、ハツタケからは見出されていない。
ステロール類としては、エルゴステロール、過酸化エルゴステロール（エルゴステロールパーオキサイド：5-α-8-α-エピドキシ-(24E，24R)-エルゴスタ-6，22-ジエン-3β-オール）およびその誘導体（5-α-8-α-エピドキシ（24S）-エルゴスタ-6-エン-3β-オールのほか、セレビステロール（(22E, 24R)-エルゴスタ-7,12-ジエン-3β，5α，6β-トリオール）の4種が見出されている。このうち、過酸化エルゴステロールとその誘導体は、ヒガシダイヤガラガラヘビ（Crotalus adamenteus Beauvois）の毒液に含まれるホスホリパーゼA2に対して、選択的阻害物質として働く一方、セイヨウミツバチ（Apis mellifera L.）毒に由来するホスホリパーゼには作用しない。また、ヒト免疫不全ウイルスに対して、多少とも抑制作用を示すという報告 もある。

### 糖質
ハツタケの熱水抽出物から得られた多糖類は、全糖量74.2パーセント・ウロン酸含量12.5パーセントの組成を有する。構成糖としてはD-グルコース・D-ガラクトース・D-マンノース・D-グルクロン酸などが検出されているほか、生物からは初の単離例となる 6-デオキシ-D-アルトロースが見出されている。なお、 6-デオキシ-D-アルトロースは、ハツタケにきわめて近縁であるとされるアカハツの子実体からも単離されている。

### 有機酸
もっとも多いのはリンゴ酸（乾物 100グラム当たり2158ミリグラム）であり、これにピログルタミン酸（同 631ミリグラム）やフマル酸（同 402グラム）などが次いでいる。他にクエン酸やコハク酸が含まれており、さらに α-ケトグルタル酸・シュウ酸および微量のギ酸・酢酸・乳酸が検出されている。

### 無機成分
無機成分としてもっとも豊富なのはカリウムで、灰分の約50パーセントを占めている。以下、鉄（5.56パーセント）・ナトリウム（3.67パーセント）・アルミニウム（1.34パーセント）と続き、カルシウム・マグネシウム・亜鉛・マンガン・銅などが含まれている。

### ビタミン
分析値の一例として、乾重 100グラム当たりエルゴステロール 0.19ミリグラム、ビタミンC12.6ミリグラム、ビタミンＢ2 261.6ミリグラムを含むという報告 がなされている。

### その他
ハツタケの子実体の水抽出物はイヌビエやアブラナあるいはダイコンに対してアレロパシーを誘引するとされているが、その本態物質はまだ明らかにされていない。

## 食材として
日本ではマツ林に生え、紛らわしい毒キノコがないことや、傷をつけると青変性があることで古くから知られた食用キノコの一つである。香りがよく、味のよいダシが出る。中国（雲南省および湖南省）でも、食用菌として市場に出されている。なお、中国の市場では红汁乳菇の名で呼ばれ、抗腫瘍活性を有すると信じられている。
韓国あるいはロシアでも、商業的規模で消費されているかどうかは不明であるが、少なくとも食用菌として利用されているのは確かであろうという。

### 調理
梅雨明けのころにも多少出回るが、残暑の候から初秋が旬である（江戸時代には旧暦4月から7月ごろの季節物として扱われていた）。
肉質がかたくてもろく、口当たりがぼそぼそしてあまり良くない。傷がついて青緑色に変色したとしても食用には差し支えなく、味や香りにも影響はないが、見栄えを悪くするため、取扱いは慎重にする必要がある。ひだにはしばしば砂粒が入り込んでいるため、一個ずつかさを上方に向け、柄を菜箸で挟み、別の箸でかさの上面を軽く叩いて砂粒を落としてから調理する。口当たりはボソボソしているが、香りがよく、うまみのある出汁が出る。肉厚で、油を使った料理や炊き込みご飯、煮物、汁物、鍋物によく合う。醤油と味噌で炊き込んだ「初茸ご飯」や、洋風の煮込み料理、すき焼き、鉄板焼き、バター炒め、野菜炒めなどによい。
初茸飯
江戸時代の料理書である料理網目調味抄（嘯夕軒宋堅著：享保15年＝1730年）に、すでに芳飯（混ぜご飯・炊き込みご飯）の一例としてその名が見える。「米に醬油と酒とを加へて飯をたき、別にハツタケを味付けおき飯と混ぜるなり。叉初より米と共に煮るも差支へなし。」と紹介された例 もある。
焼き物
宮沢賢治の童話「狼森と笊森、盗森」（大正13年＝1924年）では、「だん／＼近くへ行って見ると居なくなった子供らは四人共、その火に向いて焼いた栗や初茸などをたべてゐました。」という描写がなされている。もっとも素朴で、ハツタケの香味を生かした調理法である。村越三千男は、味噌焼き（「よく洗ひ竹串にさし、あぶりて山椒味噌をつけ竹串をとりかへ皿に盛るなり。」）・醤油焼き（「ハツタケを白水に暫時つけおき、水に洗ひて竹串にさし、醬油に浸けて焼くなり。」）および塩焼き（「ハツタケを水にて洗ひ更に鹽水の中に浸し、暫時すぎて強火に網をかけ其の上にハツタケをのせ程よく焼くなり。」）の三種の調理法を挙げている。焦がさぬようにあぶったハツタケを、ユズ醤油とともに供する場合もある。
吸い物
宮内省の大膳職を務めた石井治兵衛の手になる日本料理法大全には、文政二年（1819年）の秋、知恩院の門跡が江戸を来訪したおりに供された接待料理の一品として、「ハツタケ・エノキタケの吸い物」が挙げられている。また、「右の如く鹽水にて洗ひ後笊にあげ別につゆを造り其の中へ豆腐などと一緒に入るるなり。」と紹介された例 もある。汁の中でひと煮立ちさせてから、余分な水気を切った大根おろしを加える別法があり、これを特に霙椀（みぞれわん）と称する。
煮物
歯触りを残すため、ひたひたの湯を加えてさっと火を通す程度で仕上げ、ハツタケ本来の風味を生かして薄い塩味のみで供する。また、白身魚とともにみりん・酒・だし汁で煮つける別法があり、これを「すっぽん煮」と呼ぶ。あるいは、きれいに下ごしらえしたハツタケのかさの裏面に、すり身にして卵白と片栗粉とを加えた鶏肉を伸ばし、軽く蒸したものをさっと仕上げ煮する方法があり、これを特に「笠の雪」の名で呼ぶ。蒸しあげてから多めの汁で煮て、煮物と吸い物の中間のような仕上げとされることもある。
漬物
やや長期にわたる保存を目標とする方法としては「松葉漬」と称されるものがある。まず、新鮮なハツタケにひたひたの分量の水を加え、さらにハツタケの重量の20パーセント程度の食塩を加えてさっと茹で上げておく。別に、よく水洗いしたマツの青葉を用意し、甕または壺の底にこれを敷き詰め、その上に茹でたハツタケを一並べにする。容器の上端まで、松葉とハツタケとを交互に入れ、容器の蓋をしっかり閉じ、紙で目張りをして密封し、冷暗所に蓄える。調理に際しては、流水に浸して塩分を抜く必要がある。
また、「辛子漬」とされることもあり、漬け床としては麹71パーセントと醤油16パーセントおよび和がらし13パーセントを混合して用いる。あらかじめ少量の食塩で2-3日ほど下漬け（ごく軽い重石を載せる）したハツタケを漬け込み、からしの香りを保つため容器の蓋を紙で目張りして保存し、２か月程度を経たころから供する。これはそのまま食べることができる。

### 栽培・培養
食用として利用された歴史があるにもかかわらず、日本では、人工栽培の手法についての研究例が少なく、マツタケなどの増殖法にならい、マツの若齢林の下草刈りや落ち葉・落ち枝の除去を行う程度の段階に留まっている。中国では、ウンナンアカマツの林地にハツタケの培養菌株を接種して増殖試験を行い、ヘクタール当り675kgの子実体を収穫した例がある。
菌糸体の人工培養に際し、分離源としては子実体のかさ肉や柄の内部組織は不向きで、ひだの断片を用いるべきであるとされている。また、アカマツの生葉の煎汁培地上での生育は不良 で、菌糸体の大量培養にはショ糖34g ・廃糖蜜13ml ・小麦のふすま 36g ・コーンミール20g ・リン酸二水素カリウム３g（蒸留水1000 ml 当り）を用いた液体培地がよく、この培地１リットル当り約18ｇの培養菌体が得られるという。なお、培地のpHについては5.0前後が最適であるとの報告 がある。菌株の系統いかんによっては、無菌栽培したアカマツの苗の根に純粋培養したハツタケを接種することにより、感染苗を作出することが可能であり、場合によっては子実体原基（ごく幼く、かさや柄・ひだなどが未分化な状態にあるつぼみ）が形成されることもある。ただし、原基の形成条件の詳細については不明な点が大きく、確実にこれを誘導する技術は未完成である。さらに、原基が形成された場合であっても、現時点では、それらが完全な子実体として生育をまっとうするまでに至った例はなく、実用化にはさらに検討を行う必要がある。

### 歴史
特に関東地方で親しまれ、守貞漫稿（食類-後巻之一）には「初茸売り。山のきこりや八百屋がハツタケを売る。京阪にはハツタケは無い。江戸だけで売られる。」とあり、当時の関西ではあまり人気がなかったのに対し、マツタケがほとんど産出しない江戸近辺では、食用としてよく利用されたようである。千葉県では特に珍重されたといい、旧佐倉堀田藩鹿渡村（現在の千葉県四街道市鹿渡）においては、嘉永3（1850）年庚戌年（かのえいぬ）九月十日（旧暦）付の回状として「初茸 七十ケ 右ハ御用ニテ不足無ク 来ル十三日 四ﾂ時迄ニ 上納致ス可シ 尤モ軸切下致シ 相納メル可ク候 此廻状 早々順達致ス可ク候 以上」の文面が発行された記録がある。
ほかにも、佐倉近辺の名産品として、カキ・クリ・ゼンマイ・ワラビ・ジュンサイ・タケノコ・ブクリョウ・ショウロなどとともに、ハツタケが挙げられた例 があり、さらに、今を去る百六十年前の天保十四年、龍腹寺村（現在の千葉県印西市の一部）在の要蔵という人物の日記に 「九月廿日 村方分例年ノ通リ初茸献上致シ候」との記事がある。この記述は、近隣の淀藩大森役所の役人にハツタケを届けた記録であるとみられ、淀（現代の京都付近）や江戸から赴任した舌の肥えた役人（およびその家族）に、龍腹寺村の村民が毎年ハツタケを献上していたのがうかがえる。
なお、現代の千葉県下において「ハツタケ」の名称で市販されているものの中には、近縁種のアカモミタケなども含まれているとされている。
食文化の面からではなく、多少とも博物学的な観点からハツタケについて記述した文献も散見される。たとえば、神門郡組下村々産物帳出寄帳（1735年＝享保20年）では、菌類11種のうちの一つとして初茸の名称が挙げられている。また重修本草綱目啓蒙（小野蘭山著、享和3年＝1803年：重修としての復刊は弘化4年＝1847年）には、「称青頭菌云雲南通志中・而称青紫云呉蕈譜・・・在叢中松樹元・黄赤微含禁色・転藍候触以テ手指・蓋上含ム青斑於尾州産・土名称阿生葉地（雲南通志に云うところの青頭菌であり、あるいは呉蕈譜に云う青紫である…（中略）…松の樹下の草中に発生する。黄赤色で、やや紫色を帯び、手で触れると藍色に変色する。尾州産のものは傘に青斑があり、方言は”あをはち”という）」と記述されているが、「あをはち」という方言名が尾州特有のものであるのか否かは不明である。また、本朝食鑑には、「松の樹の日陰の所に生える。庭園でも松が多い所なら、ハツタケの石突を細かく砕いてから米の研ぎ汁に漬け、これを蒔くと、何年かを経て必ず生えてくる。形状はマツタケに似るがより小さく、つぼみの時点からかさが張っている。かさの裏面には細い刻み（＝ひだ）がある。かさの上面・下面と柄とは赤黄色で、また木の葉をかぶって生えるので、これを見出すのは大変に難しい。四・五月の雨の後に生えるが、秋の時に比べると多くはなく、八・九月の雨の後に生えるものが最も多い。味は甘くて香気があり、その甘さはマツタケよりまさっているが、香りは（マツタケに）及ばない」と解説されている。
いっぽうで巻懐食鏡（香月牛山著：寛政2年＝1790年）においては、「秋が来ると、山野の松の樹の下に生える。味は甘美で毒は無く、食べられる。傘の裏が緑青色に見える物がよい。味が軽い（？）ので、病人が食べてもよい。シメジ・ナメススキ・ハツタケの三種は、きのこの中の佳品なり。」と説明されている。 倭訓栞（巻之参：谷川士清著：明治32年＝1899年）には、「ハツタケ、紫蕈ともいう。ハツは早いことをいう。備州ではアイタケ、尾州ではアオハチ、江州ではアオスリまたはアイスリ、賀州ではマツミミ、中国、九州ではマツナバという。」との記述がある。日本初の方言研究書である物類称呼（越谷吾山著：安永4年＝1775年）にも同様の記事があり、すでに江戸時代には、食用菌として全国的に知られていたもののようである。
さらに、続江戸砂子（菊岡光行著：享保20年＝1735年）には、「江府（=江戸）名産並近在近国」として「小金初茸・下総国葛飾郡小金之辺、所々出而発：在江府隔六里内外：在相州藤沢戸塚辺産、早産比下総：相州之産存微砂而食味下品。下総之産解砂而有風味佳品（小金初茸、下総国葛飾郡小金の辺、所々より出る。江戸より六里程。相州藤沢戸塚辺より出る初茸は、下総より早い。しかし相州産のものは微砂をふくみ、歯にさわってよくない。下総産のものは砂がなく、風味ももっとも佳い）。」との記事 がみえる。おそらくは、相模湾岸に広がるクロマツ林に産するハツタケと、内陸のアカマツ林に生えるハツタケとを比較したものではないかと思われる。

## ハツタケと文学
秋の季語の一つとして知られることからも、日本人とハツタケとの関わりが深いものであることが推察される。
- 初茸を 山浅く狩りて 戻りけり   高浜虚子
- 初茸の 無疵に出るや 袂から   一茶
- 初茸や まだ日数 へぬ 秋の露   芭蕉
- 初茸やひとつにゑくぼひとつづつ     雲津水国
- 初茸や 秋すさまじき 浅茅原   籾山梓月
- 初茸は われを待つことなく ほうけ   山口青邨
- 月光に濡れて 初茸 ひらきだす   野村東央留
- 初茸のさび声門に秋の風  柳樽七五・8
- 初茸を喰ふと娘の声が錆び
- 青錆に成る初茸の旅労（つか）レ 柳樽八三・75

近代文学の作品中でハツタケの名が現れた例として、宮沢賢治の作品のうち、「狼森と笊森、盗森」（前述）のほか、「二人の役人」の中で、「けれども虫がしんしん鳴き時々鳥が百匹も一かたまりになってざあと通るばかり、一向人も来ないやうでしたからだんだん私たちは恐くなくなってはんのきの下の萱をがさがさわけて初茸をさがしはじめました。」という描写 がある。
中里介山の筆になる長編小説大菩薩峠では、その「畜生谷の巻 二十五」および「椰子林の巻 六十五」においてハツタケの名が登場する。畜生谷の巻では「この附近の石占山（いしうらやま）というところは、文化文政の頃から茸の名所となってはいるが、そこで取れる茸は、松茸（まつたけ）、湿茸（しめじ）、小萩茸（おはぎたけ）、初茸（はつたけ）、老茸（おいたけ）、鼠茸（ねずみたけ）というようなものに限ったもので、そこから毒茸が出て、人を殺したという例（ためし）はまだ無い」と描写されている。いっぽう椰子林の巻には、「その翌朝、昨夜の侵入者と、この庵（いおり）の主（あるじ）なる若い老尼とは、お取膳で御飯を食べました。初茸（はつたけ）の四寸、鮭（さけ）のはらら子、生椎茸（なましいたけ）、茄子（なす）、胡麻味噌などを取りそろえて、老尼がお給仕に立つと（後略）・・・」との記述がなされている。
島崎藤村の千曲川のスケッチ（その五 山の温泉）においては、ハツタケについて「最早初茸を箱に入れて、木の葉のついた樺色（かばいろ）なやつや、緑青（ろくしょう）がかったやつなぞを近在の老婆達が売りに来る」と描写している。また、この作品の別の個所（その五 山中生活）でも、マツ林でのきのこ狩りの様子が描写される中で、ハツタケの名が登場している。また、立原道造が盛岡に着いて初めて出した実家宛ての私信には、「きのふ會ひました けさもまた初茸御飯を届けて来ました」の一節がある。
漫画では、つげ義春の「初茸がり」を挙げられる。詳細は当該項目を参照。